# Abia állam

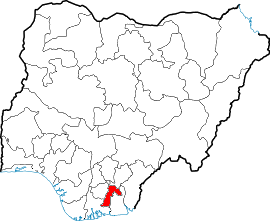
Abia Nigéria államtérképén

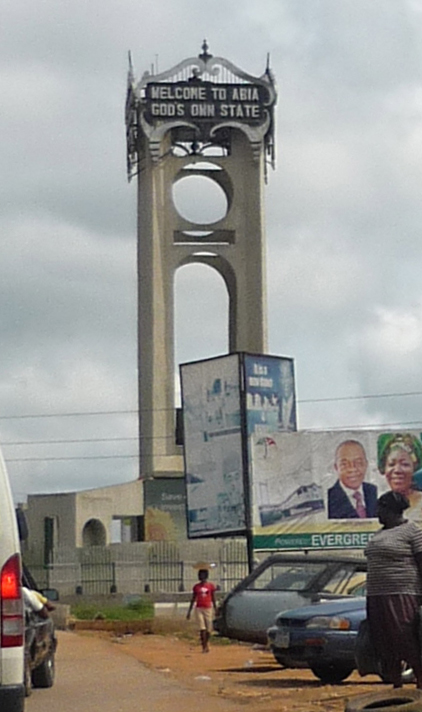
Abia

Abia állam Nigéria délkeleti részében, a Niger-delta régió kilenc államának egyike. Fővárosa Umuahia, bár kereskedelmi központja a korábbi brit gyarmati kormányzati központ Aba.
A 6320 km² területű (Hajdú-Bihar vármegye nagyságú) államot 1991-ben hozták létre Imo állam egy részéből. Lakói főképp igbók. 2005-ös becslés szerint az államot 4,222 millióan lakták (1991-ben még 2,298 millió).
1. ↑  https://abiastate.gov.ng/